# Bruys
Bruys ist eine französische Gemeinde mit 19 Einwohnern (Stand: 1. Januar 2022) im Département Aisne in der Region Hauts-de-France (frühere Region: Picardie). Sie gehört zum Arrondissement Soissons und zum Kanton Fère-en-Tardenois.

## Geographie
Die Gemeinde Bruys liegt in der Landschaft Tardenois an der Muze, einem Zufluss der Vesle, 20 Kilometer südöstlich von Soissons. Bruys wird von der Bahnstrecke Trilport–Bazoches berührt. Zu Bruys gehört der Ortsteil Le Mottin am Rand des Waldes Bois de Dôle. Nachbargemeinden von Bruys sind Lhuys und Mont-Notre-Dame im Norden, Chéry-Chartreuve im Osten und Mareuil-en-Dôle im Süden und Westen.

## Bevölkerungsentwicklung
| Jahr                       | 1962 | 1968 | 1975 | 1982 | 1990 | 1999 | 2006 | 2013 | 2021 |
| Einwohner                  | 62   | 46   | 37   | 31   | 26   | 19   | 20   | 20   | 19   |
| Quellen: Cassini und INSEE |      |      |      |      |      |      |      |      |      |

## Sehenswürdigkeiten

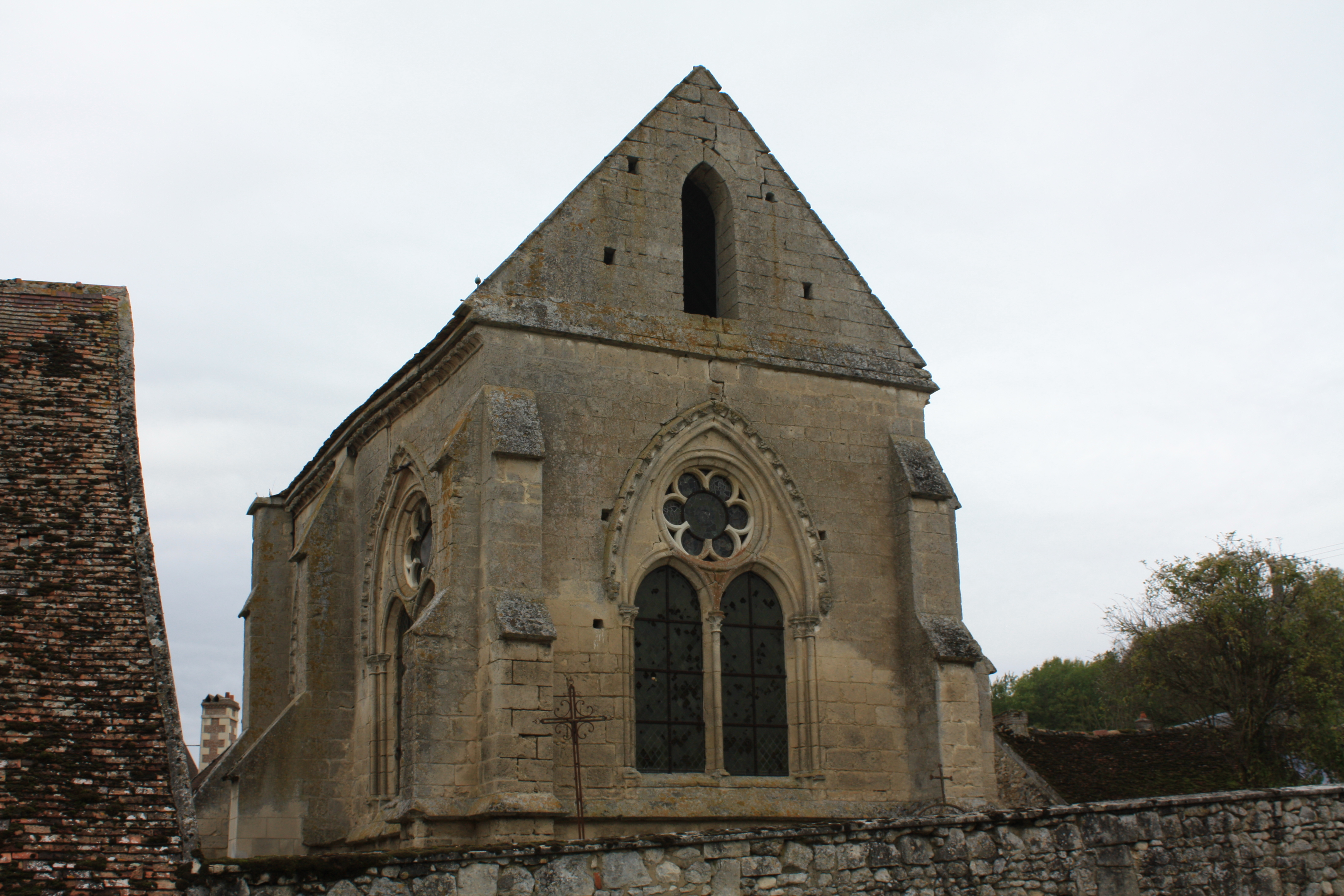
Kirche Mariä Geburt

- Kirche Église de la Nativité-de-la-Sainte-Vierge (Mariä Geburt) aus dem 12. und 13. Jahrhundert, 1920 als Monument historique klassifiziert (Base Mérimée PA00115563).